# Contestani

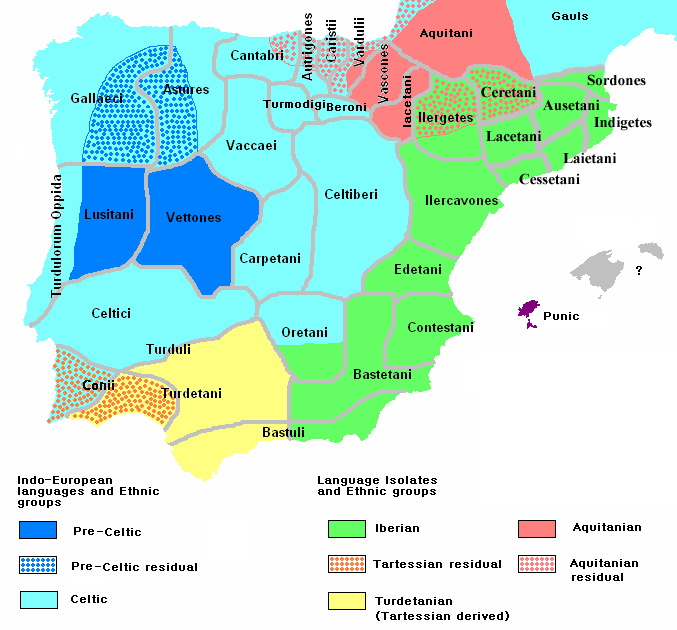
La péninsule ibérique vers 200 av. J.-C.

Les Contestani ou Contestans sont un peuple de l’Espagne ancienne, dans la Tarraconaise, au sud des Edetani.
Leur territoire s’étendait jusqu’à la Bétique, et leurs villes principales étaient Lucentum et Carthago-Nova.